# Rüsz-Fogarasi Enikő
Rüsz-Fogarasi Enikő (Szászrégen, 1966. április 24. –) történész, 1991 óta egyetemi oktató, dékánhelyettes a Babeș–Bolyai Tudományegyetem Történelem és Filozófia Karán.

## Fontosabb publikációi
- Erdélyi ispotálytörténeti tanulmányok, Argonaut, Cluj-Napoca, 2008, 173 p.
- Központi helyek az erdélyi középkori vármegyében, in Erdélyi Várostörténeti tanulmányok, Csíkszereda, 2001, p. 20-42, ISBN 973-9311-81-4.
- Dés, mint Szolnok-Doboka vármegye központi helye, in Emlékkönyv Magyari András 75. születésnapjára, coord: Pál Judit, Rüsz- *Fogarasi Enikő, Presa Universitara, Kolozsvar, 2002, p. 215-222, ISBN 973-610-123-1.
- Mesterözvegyek a 16. századi kolozsvári céhekben, in Kis András Emlékkönyv, coord. Sipos Gábor și Wolf Rudolf, Kolozsvár, 2003, p. 482-487, ISBN 973-8231-32-9
- A nők jogi helyzete a 16. századi Kolozsváron, in Zeno a pravo, ed. Tünde Lengyelová, Bratislava, Academic Electronic Press, 2004, p. 118-126.ISBN 80-88880-59-9.
- Kolozs mezőváros 1608-as limitatioja, in: Omagiu Csetri Elek, coord. de Pál Judit și W. Kovács András, Cluj-Napoca, 2004, p. 420-427, ISBN 973-8231-42-6
- Matthias Corvinus and the Development of the Transylvanian Cities and Towns in the Second Half of the 15th Century', in Between Worlds, I, Stephen the Great, Matthias Corvinus and their Time (= Mélanges d'Histoire Générale, Nouvelle Série, general-editor Ioan-Aurel Pop, I, 1), edited by László Koszta, Ovidiu Mureșan, Alexandru Simon (IDC Press, Cluj-Napoca 2007), ISBN 978-973-1856-01-8 (254 p.), pp. 189–196.
- Vendégfogadás Kolozsváron a 16. század fordulóján, In: Péter Katalin emlékkönyv, Coord. Erdélyi Gabriella, Tusor Gergely, Történelmi Szemle, 2007/4, p. 821-834, Budapest, ISSN 0040-9634
- Kolozsvár vásárai, In: Orase și orășenii - Városok és városlakók, ed. Coord. Ionuț Costea, Carmen Florea, Pal Judit, Rüsz- Fogarasi Enikő, Ed. Argonaut, Cluj-Napoca, 2006. ISBN( 1O)973-1O9-O28-2, ISBN(13) 978-973-1O9-O28-3[1]
- Erdélyi ispotálytörténeti tanulmányok; Argonaut, Kolozsvár, 2008 (Források, történelem, vallomások)
- Ablakok a múltra; szerk. Nagy Róbert, Rüsz-Fogarasi Enikő; Egyetemi Műhely–Bolyai Társaság, Kolozsvár, 2008 (Egyetemi füzetek)
- Egy elfeledett intézmény. A kolozsvári Szentlélek-ispotály kora újkori története; Transylvania Emlékeiért Tudományos Egyesület–L'Harmattan, Bp., 2012